# Міканія
Міканія (Mikania) — рід у трибі Eupatorieae підродини Айстрові.

## Назва
Назва вшановує чеського ботаніка Йоганна Крістіана Мікана, 1743—1814 рр.

## Поширення
Представники роду поширені в неотропічній флорі. Міканія походить з Південної Америки. Деякі види, такі як Mikania scandens, зустрічаються в помірних районах Північної та Південної Америки, а дев'ять видів відомі з тропіків Старого світу.

## Опис
Як і в інших рослин із триби Eupatorieae, квіти мають дискові квіточки, а квіткові промені відсутні.
Mikania micrantha — широко поширений бур'ян у тропіках. Зростає дуже швидко (80 мм за 24 години для молодої рослини) і покриває інші рослини. Люди вели боротьбу з нею за допомогою гербіцидів, рослин-паразитів, грибів та комах.

## Використання
Види Mikania laevigata та Mikania glomerata, також відомі як гуако, популярні в фітотерапії.

## Види
За даними спільного енциклопедичний інтернет-проєкт із систематики сучасних рослин Королівських ботанічних садів у К'ю і Міссурійського ботанічного саду «The Plant List» рід містить 433 прийнятих види (докладніше див. список видів роду міканія).